# LetsRun Park Seoul

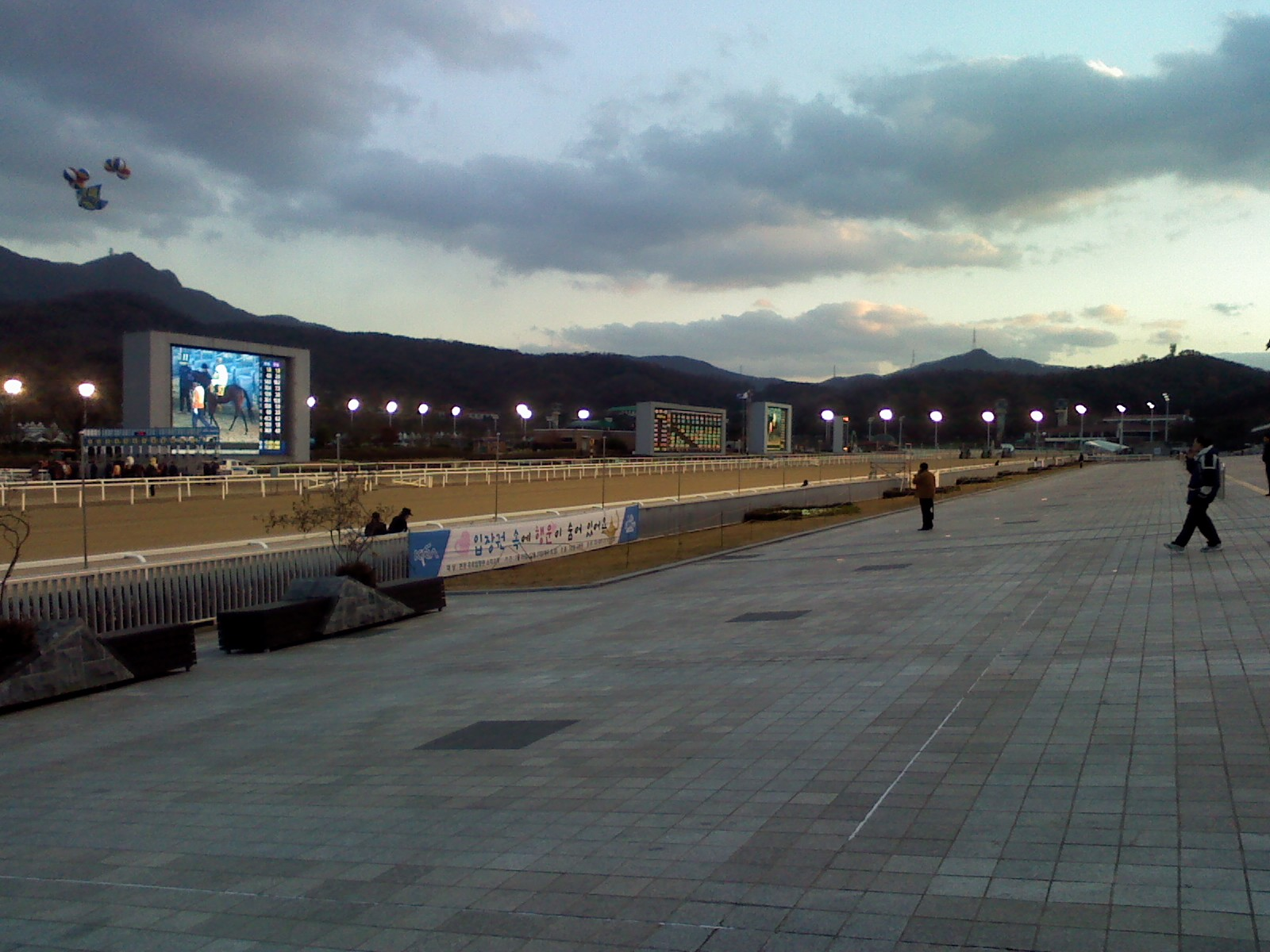
Seoul Race Park

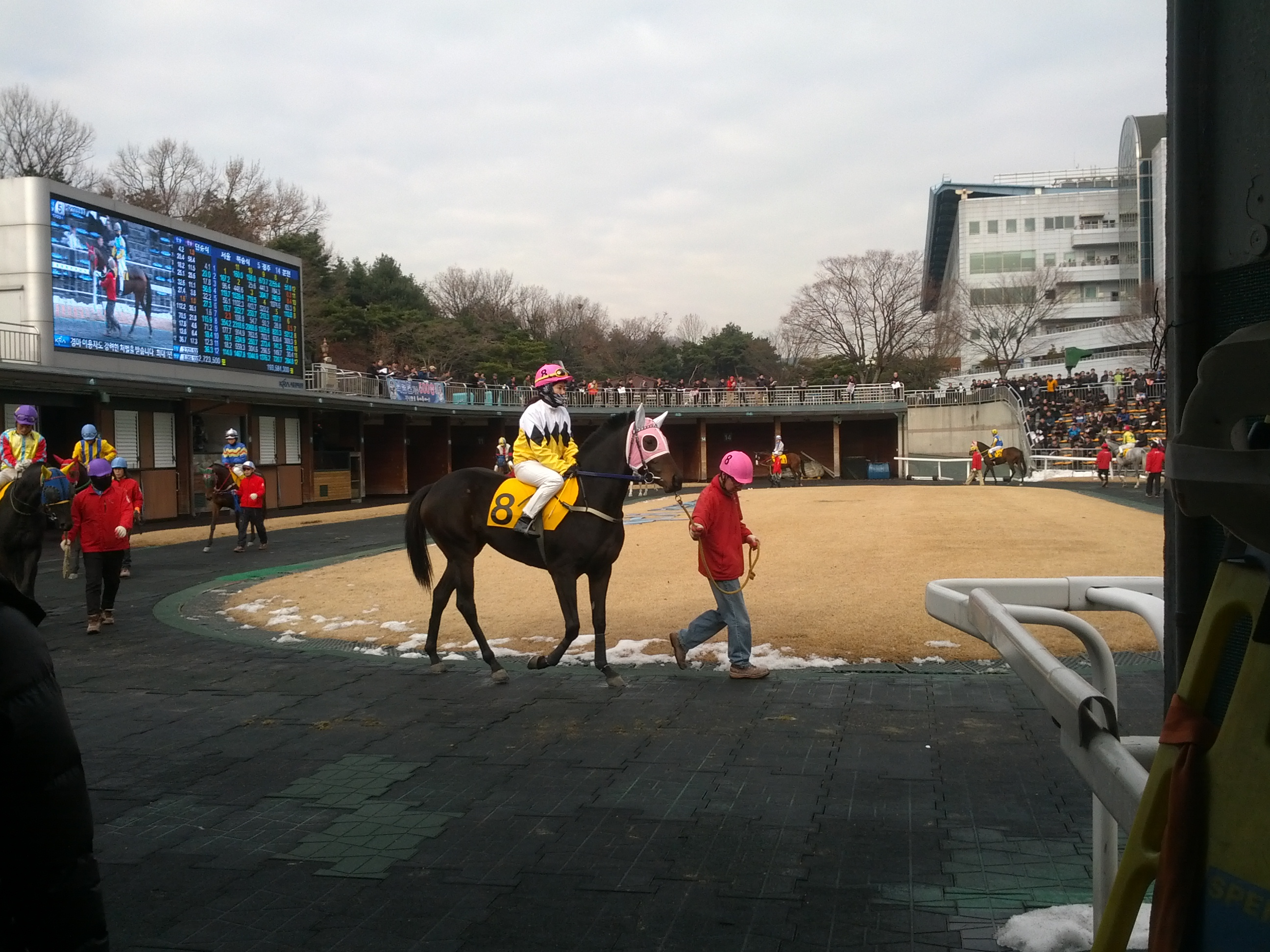
Führring

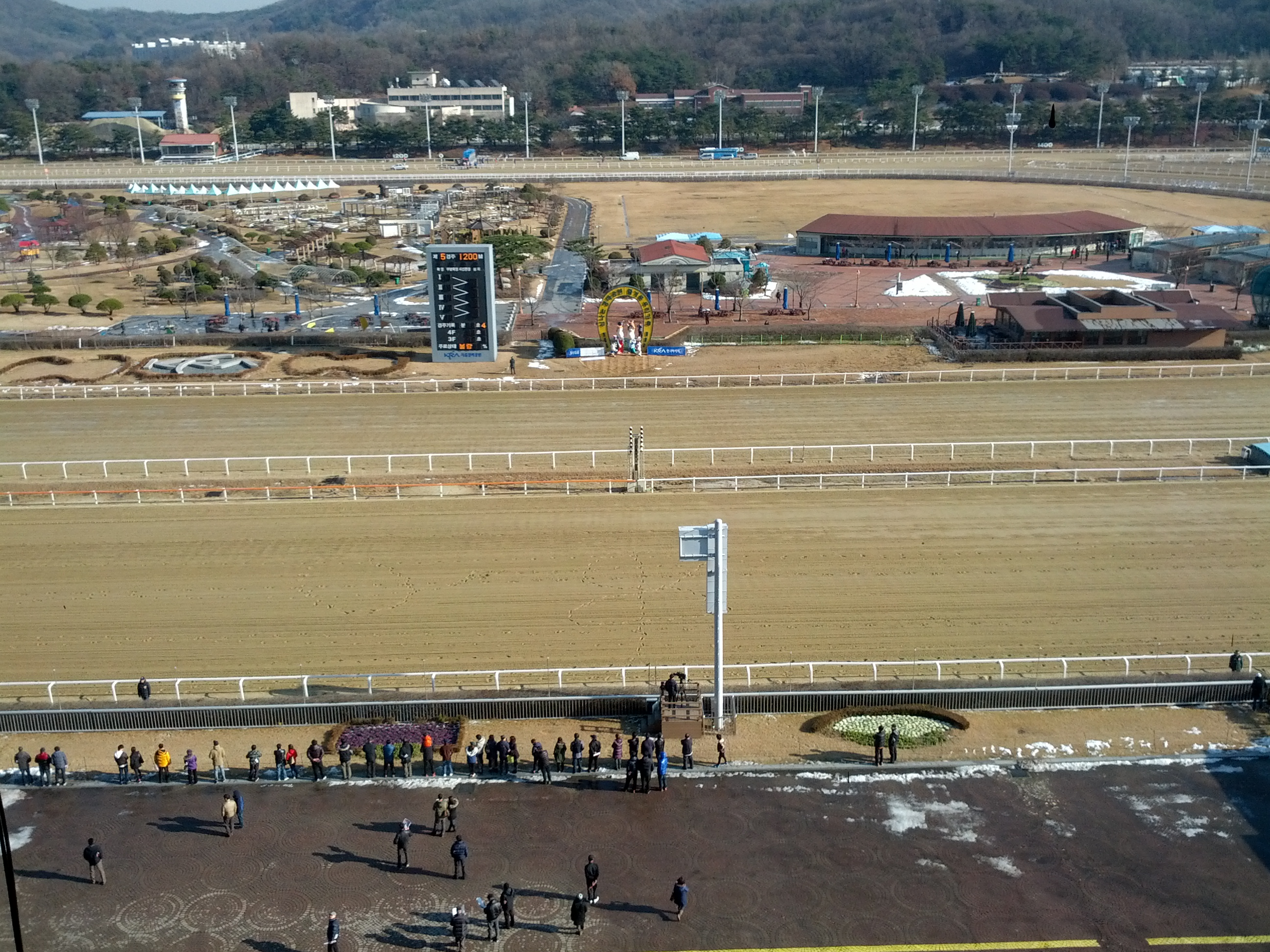
Innere und Äußere Rennbahn

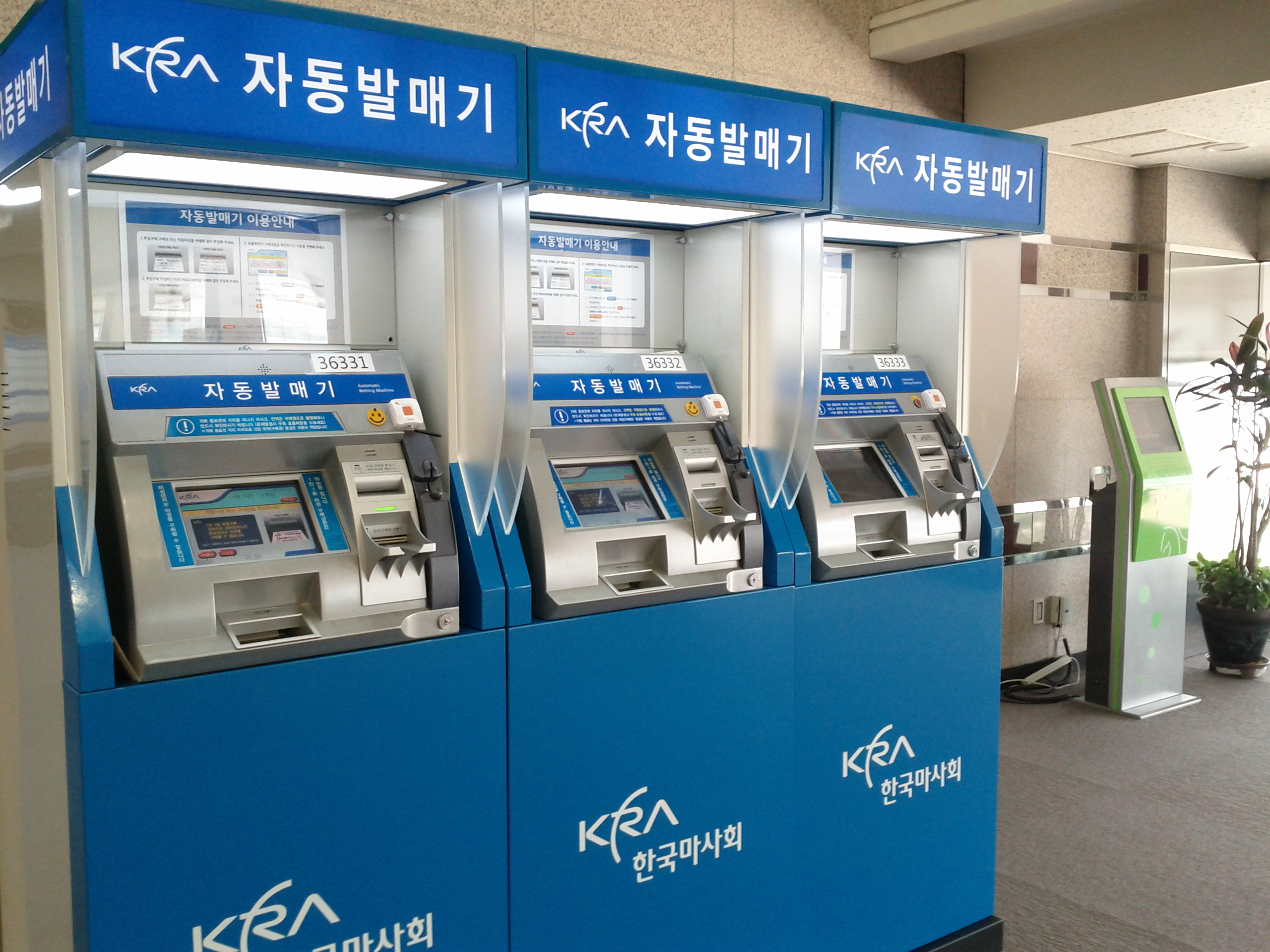
Wettschein-Automaten

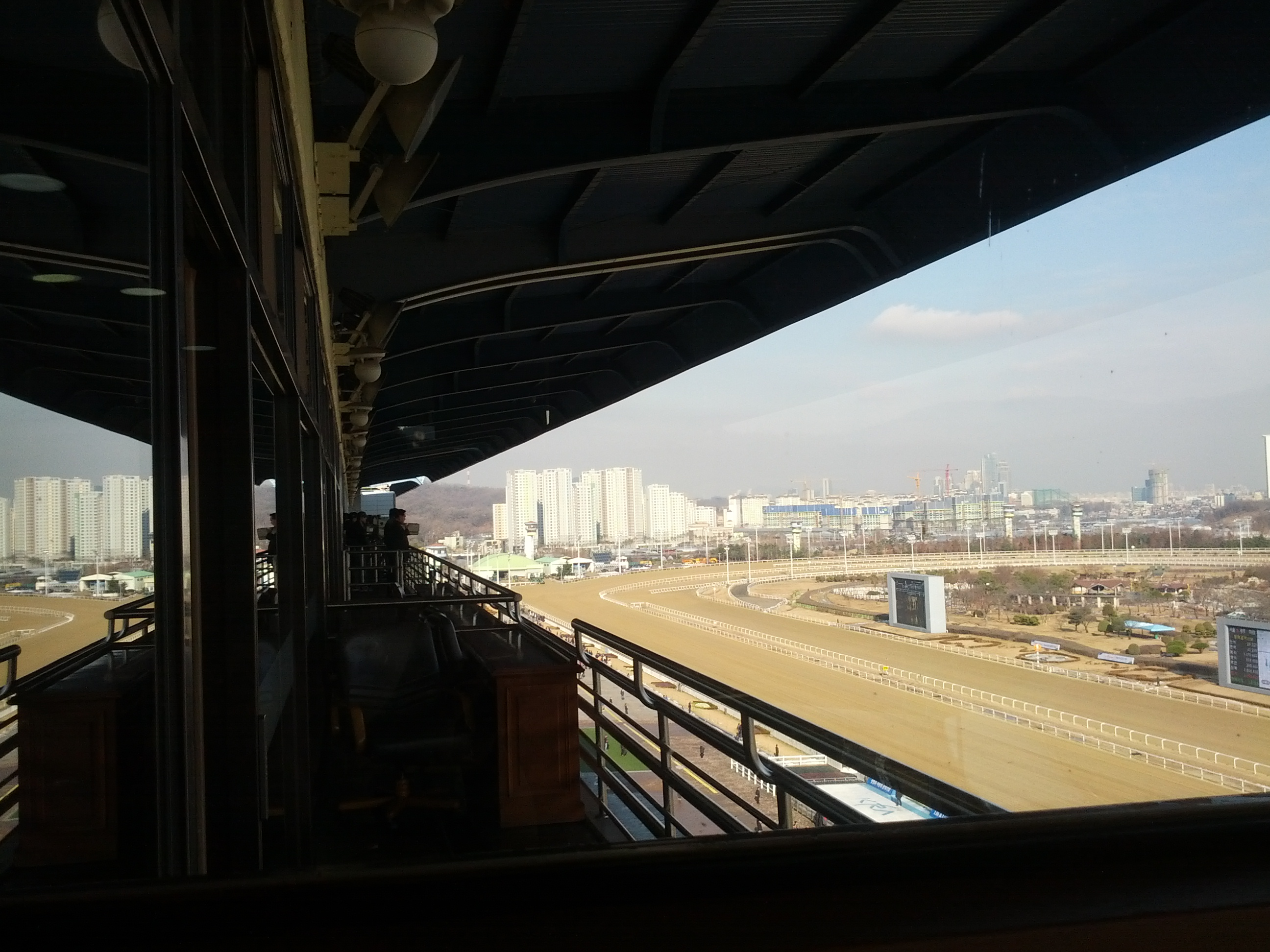
Blick vom 6. Stock der Haupttribüne

LetsRun Park Seoul, auch Seoul Race Park oder Seoul Racecourse Park ist eine Galopp-Rennbahn in Gwacheon, Gyeonggi-do, Südkorea für 40.000 Besucher. Dort werden die wichtigsten koreanischen Pferderennen ausgetragen, unter anderem das Koreanische Derby, der Grand Prix und mehrere andere Grupperennen. LetsRun Park Seoul wird von der Korea Racing Authority (KRA) betrieben und befindet sich in der Nähe der Haltestelle Seoul Racecourse Park der Line 4 der Seoul Metropolitan Subway.

## Einrichtungen
Der LetsRun Park beherbergt zwei linksläufige Sand-Rennbahnen, die Innere Rennbahn ist 1600 m lang, die Äußere Rennbahn ist 1900 m lang. Beiden Bahnen sind 23 m breit und verbreitern sich auf 30 m auf der 450 m langen Zielgerade. Die Rennbahn verfügt über zwei Tribünen, wobei die Happy Ville-Tribüne 35000 und die Lucky Ville Tribüne 42000 Zuschauer fasst.
Auf dem Gelände befinden sich zwei Stallbereiche. In den Juam Stables ist Platz für 700 Pferde, in den Sampo Stables ist Platz für 600 Pferde.
Innerhalb der Rennbahnen befindet sich der Family Park, mit Rosengärten, Ponyreiten, Rennsimulatoren und weiteren Attraktionen.
Das Pferde-Museum zeigt rund 1500 Ausstellungsstücke, einige davon aus der Zeit vor den Drei Königreichen, die somit über 2000 Jahre alt sind und rund 300 Exponate aus der Zeit der drei Königreiche, also aus dem 1. Jahrhundert vor Christus bis zum 7. Jahrhundert nach Christus. Es werden auch rund 100 Stücke aus dem Goryeo-Reich (10.~14. Jahrhundert), rund 300 aus der Joseon-Dynastie (14.~19. Jahrhundert) und über 700 aus neuerer Zeit ausgestellt.

## Geschichte
1983 erhielt die KRA den Auftrag die olympische Wettkampfstätten für die Reitwettbewerbe der der Olympischen Sommerspiele 1988 in Seoul zu erstellen. Nachdem die Reitwettbewerbe der Olympischen Sommerspiele 1988 auf dem Gelände erfolgreich durchgeführt wurden, wurde der Park im September 1989 zum LetsRun Park Seoul für Galopprennen.

## Renntage
Freitag, Samstag und Sonntag sind Renntage, abgesehen von besonderen Feiertagen. Je Renntag finden 12 bis 16 Rennen statt, mit Pausen von einer halben bis einer ganzen Stunde. Im Hochsommer von Mitte Juli bis Mitte August finden aufgrund der großen Hitze zur Schonung der Pferde die Rennen Nachts bei Flutlicht statt.

## Wichtige Rennen
| Monat        | Rennen                     | Distanz     | Alter / Geschlecht                      | Preisgeld gerundet in $ |
| Gruppe I     | Gruppe I                   | Gruppe I    | Gruppe I                                | Gruppe I                |
| ------------ | -------------------------- | ----------- | --------------------------------------- | ----------------------- |
| Sep          | Korea Cup                  | Dirt 1800m  | International 3yo+                      | 850 000                 |
| Sep          | Korea Sprint               | Dirt 1200m  | International 3yo+                      | 850 000                 |
| Nov.         | Presidents Cup             | Sand 2000 m | koreanische 3-jährige und ältere        | 675 000                 |
| Dez.         | Grand Prix                 | Sand 2300 m | 3-jährige und ältere                    | 675 000                 |
| Gruppe II    |                            |             |                                         |                         |
| April        | Ttukseom Cup               | Sand 1400 m | koreanische 4-jährige und ältere        | 340 000                 |
| Listenrennen |                            |             |                                         |                         |
| Mai          | Koreanisches Derby         | Sand 1800 m | koreanische 3-jährige                   | 675 000                 |
| Juni         | SROA Chairman’s Trophy     | Sand 2000 m | koreanische 4-jährige und ältere Stuten | 340 000                 |
| Juni         | Minister’s Cup             | Sand 2000 m | koreanische 3-jährige                   | 500 000                 |
| Okt          | KRA Cup Classic (Handicap) | Sand 2000 m | 3-jährige und ältere                    | 420 000                 |
| Nov.         | Breeder’s Cup              | Sand 1300 m | koreanische 2-jährige                   | 420 000                 |